# Gravenhurst (Bedfordshire)
Pour les articles homonymes, voir Gravenhurst (homonymie).
Gravenhurst est un village et une paroisse civile du Central Bedfordshire, en Angleterre.